# 水槽の中の脳

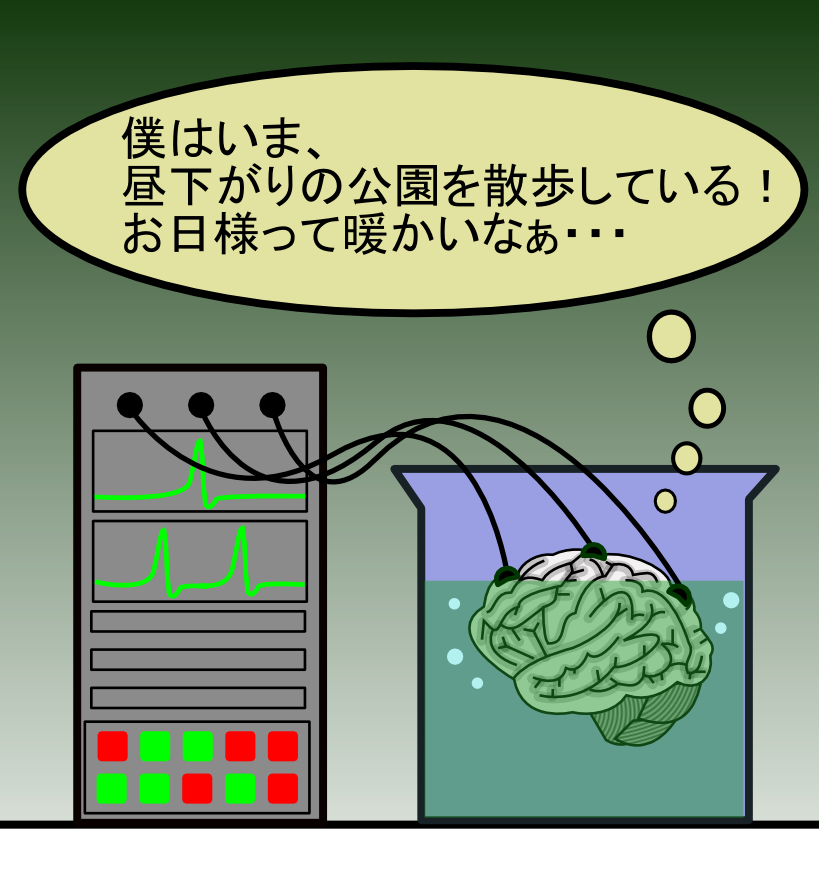
水槽に浮かぶ脳。分かりやすくするため、脳とコンピューターの間をつなぐ配線は三本しか描かれていない。

水槽の中の脳（すいそうのなかののう、英: brain in a vat）とは、「あなたが体験しているこの世界は、実は水槽に浮かんだ脳が見ている夢なのではないか」という仮説。哲学の世界で多用される懐疑主義的な思考実験で、デカルトのグローバル懐疑論（悪しき霊、欺く神）の現代版である。1981年に哲学者ヒラリー・パトナムが用いた思考実験が有名であるが、同種の思考実験はそれ以前からある。正しい知識とは何か、意識とはいったい何なのか、といった問題、そして言葉の意味や事物の実在性といった問題を議論する際に使用される。水槽の脳、培養槽に浮かぶ脳、桶の中の脳、水槽脳仮説などと訳される。

## 内容
ある科学者が人から脳を取り出し、脳が死なないような特殊な成分の培養液で満たした水槽に入れる。脳の神経細胞を、電極を通して脳波を操作できる非常に高性能なコンピュータにつなぐ。意識は脳の活動によって生じるから、水槽の脳はコンピュータの操作で通常の人と同じような意識が生じよう。実は、現実に存在すると思っている世界は、このような水槽の中の脳が見ている幻覚ではなかろうか？

## 関連文献
日本語のオープンアクセス文献
- 神山 和好 「水槽の中の脳型懐疑論を論駁する」[リンク切れ] 科学基礎論研究 Vol.32, No.1(2004) pp.31-38
- 水谷雅彦、「バーチャルリアリティは「悪」か」 『哲学』 2009年 2009巻 60号 p.67-82_L5, doi:10.11439/philosophy.2009.67

- 星新一 「これからの出来事」 - 水槽の中の脳を題材にした短編小説。